# Амікацин
Амікацин — напівсинтетичний антибіотик з групи аміноглікозидів ІІІ покоління для парентерального застосування. Амікацин уперше синтезований у 1972 році в Японії, та застосовується у клінічній практиці з 1976 року.

## Фармакологічні властивості
Амікацин — напівсинтетичний антибіотик з групи аміноглікозидів ІІІ покоління широкого спектра дії. Препарат має бактерицидну дію, що зумовлена порушенням синтезу білків у бактеріальній клітині. До амікацину чутливі більшість грамнегативних мікроорганізмів — клебсієли, сальмонелли, Escherichia coli, Proteus spp., Providencia spp., Pseudomonas spp., Acinetobacter spp., Citrobacter spp., Serratia spp., Enterobacter spp., а також стафілококи, туберкульозна паличка та деякі атипові мікобактерії. Амікацин неактивний щодо стрептококів, ентерококів, анаеробних мікроорганізмів.

### Фармакодинаміка
Амікацин після парентерального введення швидко розподіляється в організмі, біодоступність препарату становить 100 %. Високі концентрації амікацину досягаються в плазмі крові, рідині абсцесів, плевральній рідині, перитонеальній рідині, синовіальній рідині, лімфі, сечі. Максимальна концентрація в крові досягається через 15 хвилин після внутрішньовенного введення і через 30 хвилин після внутрішньом'язового введення. Низькі концентрації відмічаються в жовчі, мокроті, бронхіальному секреті. Амікацин погано проникає через гематоенцефалічний бар'єр, але при менінгіті концентрація препарату в спинномозковій рідині зростає. Амікацин проникає через плацентарний бар'єр та виділяється в грудне молоко. Препарат не метаболізується, виводиться з організму в незміненому вигляді з сечею. Період напіввиведення амікацину становить 2-4 години, при нирковій недостатності він може зростати до 70 годин.

## Показання до застосування
Амікацин показаний при інфекціях, що спричинюють чутливі до препарату мікроорганізми: сепсис(у тому числі сепсис новонароджених), інфекції ЦНС (в тому числі менінгіт), інфекції дихальних шляхів, інфекції кісток і суглобів (у тому числі остеомієліт), інфекції шкіри та м'яких тканин, інфіковані опіки, інфекції сечовивідних шляхів, інтраабдомінальні та післяопераційні інфекції (в тому числі перитоніт). Як препарат резерву амікацин застосовується при туберкульозі.

## Побічна дія
При застосуванні амікацину можливі наступні побічні ефекти:
- Алергічні реакції — часто (1—10 %) висипання на шкірі, свербіж шкіри; дуже рідко (менше 0,01 %) гарячка, набряк Квінке, анафілактичний шок.
- З боку травної системи — рідко (0,01—0,1 %) нудота, блювання, діарея, дисбіоз, жовтяниця.
- З боку нервової системи — частіше спостерігають при тривалому застосуванні та при попередньому застосуванні інших аміноглікозидів, у осіб похилого віку, порушенні функції нирок, попередньому застосуванні діуретиків, високому рівні препарату в крові та дегідратації.[6] Серед побічних ефектів частіше спостерігаються головний біль, парестезії, тремор, шум у вухах, судоми, порушення нервово-м'язової передачі (частіше при внутрішньовенному застосуванні); рідше запаморочення, неврит слухового нерва з імовірністю розвитку глухоти. Згідно тривалих спостережень, амікацин є одним із найбільш токсичних антибіотиків по дії на орган слуху та вестибулярний апарат.[6]
- З боку сечовидільної системи — дуже рідко спостерігають ниркова недостатність, олігурія. Ці побічні ефекти частіше спостерігаються через декілька діб застосування амікацину або при тривалому застосуванні[4] та є у більшості випадків зворотнім явищем. Згідно даних тривалих спостережень, амікацин має нефротоксичну дію, яка поступається кільком препаратам групи аміноглікозидів, але при аналізі екскреції аланінамінопептидази, що є маркером ураження нирок, нефротоксичність амікацину є найвищою серед проаналізованих аміноглікозидів.[6]
- Зміни в лабораторних аналізах — рідко (0,01—0,1 %) анемія, лейкопенія, гранулоцитопенія, тромбоцитопенія, еозинофілія, підвищення рівня білірубіну, підвищення активності амінотрансфераз у крові; дуже рідко (менше 0,01 %) підвищення рівня креатиніну і сечовини, протеїнурія, альбумінурія, мікрогематурія, гіпомагніємія.
- Місцеві реакції — часто (1—10 %) набряк та болючість у місці ін'єкції.

## Протипоказання
Амікацин протипоказаний при підвищеній чутливості до аміноглікозидів, підвищеній чутливості до амікацину або до будь-якої з допоміжних речовин, що входять до складу препарату; міастенія гравіс, порушенні функції вестибулярного апарату, азотемія (залишковий азот вище 150 мг%), попереднє лікування ото- або нефротоксичними препаратами, при невриті слухового нерва,  нирковій недостатності, вагітності та годуванні грудьми.

## Форми випуску
Амікацин випускається у вигляді порошку в флаконах для ін'єкцій по 0,1, 0,25, 0,5 та 1,0 г; ампул по 2 і 4 мл 5 %, 12,5 % та 25 % розчину та 5 % гелю у тубах по 30 г для місцевого застосування. Розроблено ліпосомальну форму амікацину для інгаляційного застосування при муковісцидозі та бронхоектатичній хворобі.